# Michael Hillgruber
Michael Hillgruber (* 8. Januar 1961 in Darmstadt) ist ein deutscher Klassischer Philologe.

## Leben
Michael Hillgruber, ein Sohn des Historikers Andreas Hillgruber, studierte Klassische Philologie an der Universität zu Köln, wo er 1986 bei Rudolf Kassel mit einer kommentierten Textausgabe der zehnten Rede des Lysias promoviert wurde. Er habilitierte sich 1993 an der Universität Bern mit der Arbeit Die pseudoplutarchische Schrift De Homero. 1995 wurde er als Professor für Klassische Philologie (Schwerpunkt Gräzistik) an die Universität Halle berufen.
Hillgrubers Forschung konzentriert sich besonders auf die griechische Literatur. 1997 gab er die Kleinen Schriften seines Hallenser Vorgängers Joachim Ebert unter dem Titel Agonismata heraus. Darüber hinaus erstellte er eine kommentierte Edition der Schrift Meine Lehrer: Erinnerungen von Otto Kern (Hildesheim 2008).